# Mustoor, Mulbagal
Mustoor là một làng thuộc tehsil Mulbagal, huyện Kolar, bang Karnataka, Ấn Độ.